# Isocopris foveolatus
Isocopris foveolatus là một loài bọ cánh cứng trong họ Bọ hung (Scarabaeidae).